# Léocadie Gascoin
Pour les articles homonymes, voir Gascoin.
Léocadie Gascoin, née le 1er mars 1818 à Montenay (Mayenne, France), fille de Michel-Jean Gascoin et de Rosalie-Renée Chardon, et décédée le 29 janvier 1900 au Mans (Sarthe, France), est une religieuse française.

## Biographie
Elle est la fondatrice et la première supérieure générale de la congrégation des sœurs marianites de Sainte-Croix  créée en 1841 en France avec le père Basile Moreau (1799 - 1873) pour la prière, l'enseignement et les soins aux malades.
En 1841, elle fait partie des 4 premières jeunes filles choisies par celui-ci pour assister les prêtres et les frères de la Congrégation de Sainte-Croix qui viennent de s'installer dans la ville du Mans. Cantonné dans des tâches strictement ménagères, le père Moreau  comprend par la suite  qu'il peut mieux les associer à l'œuvre qu'il avait fondée. Il décide alors de créer une branche féminine de Sainte-Croix et il rédige pour ces femmes une règle spécifique. La nouvelle congrégation des Marianites de Sainte-Croix est ainsi créée. Il désigne alors Léocadie Gascoin  comme future responsable de la nouvelle communauté et l'envoie au noviciat se former auprès de Mère Marie de Sainte Dosithée, supérieure du monastère du Bon-Pasteur du Mans, où le petit groupe femmes loge de manière provisoire  et où d'autres jeunes filles rejoignent ce noyau initial.
En 1844, Léocadie Gascoin prononce ses vœux, elle reçut l'habit des sœurs Marianites de Sainte-Croix et le nom de Mère Marie des Sept-Douleurs.
Elle prend la tête de la congrégation l'année suivante.
Mère Marie des Sept-Douleurs contribue largement à l'expansion internationale de cette branche féminine, qui connaît dans la seconde moitié du XIXe siècle une forte expansion aux États-Unis, au Canada et au Bengale.
Elle cherche à maintenir l'esprit d'union voulu par le père Basile Moreau, mais l'éloignement et des problèmes financiers provoquent des difficultés dans le gouvernement de la congrégation féminine. Les provinces de l'Indiana (en 1869) puis du Canada (en 1883) obtiennent finalement une totale  autonomie. Elles forment aujourd'hui deux congrégations distinctes unies aux Marianites dans la Famille de Sainte-Croix : Les Sœurs de la Sainte-Croix (Indiana) et les Sœurs de Sainte-Croix (Canada).

### Article lié
- Ordres religieux par ordre alphabétique